# Fysisk media

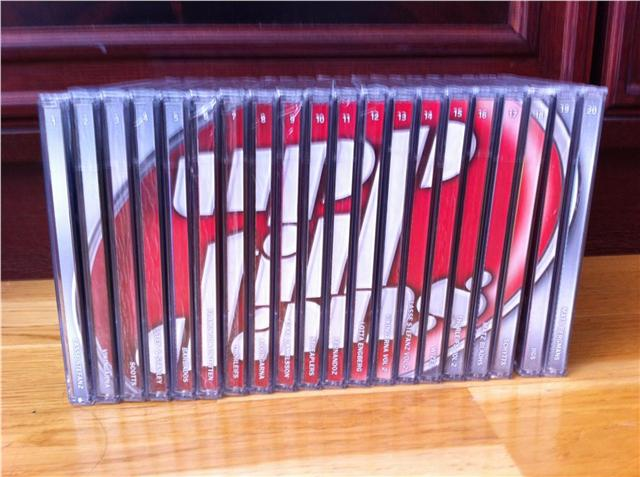
CD-skivor är ett exempel på fysisk media.

Fysisk media är ett begrepp som syftar på lagringsmedia i form av ett föremål, som kan vidröras. I samband med Internets utveckling har många förutspått att fysisk media alltmer kommer att ersättas av digital media på många områden. Exempelvis slopade Microsoft 2015 DVD-skian som sin primära distributionsmodell i samband med lanseringen Windows 10.

### Fotnoter
1. ↑  Alfred Holmgren (3 januari 2010). ”Spelkrig på tre fronter”. Aftonbladet. http://www.aftonbladet.se/nojesbladet/spela/article12056809.ab. Läst 21 juni 2015.
2. ↑  Anders Wollner (22 juli 2015). ”Därför kan Windows 10 innebära dödsstöten för DVD-skivan”. IDG. Arkiverad från originalet den 24 juli 2015. https://web.archive.org/web/20150724215801/http://www.idg.se/2.1085/1.633632/darfor-kan-windows-10-innebara-dodsstoten-for-dvd-skivan. Läst 22 juli 2015.